# 후지모토 겐지
후지모토 겐지(일본어: 藤本 健二, 1947년~)는 일본의 요리사이다. 조선민주주의인민공화국의 국방위원장을 역임한 김정일의 전속 요리사로 근무했다.

## 생애
후지모토 겐지라는 이름은 가명이며 본명은 아직까지 공개하지 않고 있으나, 연령에 관해서는 최근에 출판한 저서인 《북한의 후계자 왜 김정은인가?》(일본 출판 원본 이름: 《북의 후계자 김정은》(《北の後継者キム・ジョンウン》)에서 스스로가 김정은(1983년생, 후지모토의 증언)과 같은 돼지띠인 1947년생이라고 밝힌 바 있다.
그의 말에 의하면 1982년 일본 식당 안산관의 요리사로 처음 조선민주주의인민공화국에 건너가 이듬해 5월까지 일했고, 1987년 다시 조선민주주의인민공화국에 건너가 고려 호텔 지하 식당 요리사가 되었다. 그리고 김정일에게 불려가 초밥 요리를 만들어주다가, 1989년에 김정일의 전속 요리사로 발탁되어 그의 측근이 되었다고 한다. 이 당시 후지모토 겐지는 김정일의 전속 요리사이긴 했지만 김정은에게도 틈틈이 성게알 요리를 해주는 등 김정일과 비슷한 대우를 해줬다. 또한 김정은과는 김정은이 어렸을 때부터 매우 친하게 지냈으며 김정은이 힘들어할 때 많은 위로를 해줬다. 또한 김정은에게는 김정은이 원하는 요리를 계속 만들어줬다.
1990년에는 조선로동당에 입당하여 박철(朴哲)이라는 한국어 이름을 받았다. 2001년 4월에 식재료를 구한다는 이유로 일본으로 갔다가, 조선민주주의인민공화국으로 돌아가지 않고 탈북하였다. 아울러, 북한 거주 당시에 '엄정녀'(嚴正女)라는 북한 여성과 결혼했었다.
그는 김정일의 사생활을 아는 얼마 안되는 인물로, 텔레비전 출연 시에는 조선민주주의인민공화국의 살인 청부 업자로부터 몸을 지키기 위해 반드시 큰 스카프와 선글라스를 착용하고 나온다고 한다. 2009년 2월에는 김정일의 후계자로 지목된 김정은의 어릴 적 사진을 공개하였다.
2011년 김정은이 북한의 지도자로 확정되자 다시 재월북했다. 이 때 북한 고위층 인사들이 후지모토 겐지에게 "변절자는 꺼져라"라고 외쳤지만 그걸 김정은이 직접 막으면서 후지모토 겐지를 감쌌다. 김정은은 후지모토 겐지에게 "북한을 마음대로 오가도 된다"는 말을 하면서 후지모토 겐지가 어디에서 살든 허락했다.
2017년 2월, 평양에서 라멘 음식점을 개업했다. 김정은이 후지모토 겐지 만큼은 매우 옹호하고 있기 때문에 북한에서 후지모토 겐지를 건드릴 사람은 아무도 없다.

## 기타
- 남자임에도 불구하고 키가 매우 작아 150cm 이하의 왜소한 체격이다.

## 저서
- 2003년 김정일의 요리사(《金正日の料理人 --- 間近で見た権力者の素顔》)
- 김정일의 사생활(《金正日の私生活 --- 知られざる招待所の全貌》)
- 핵과 여자를 사랑하는 장군(《核と女を愛した将軍様 --- 金正日の料理人「最後の極秘メモ」》)
- 북한의 후계자 왜 김정은인가?(《北の後継者キム・ジョンウン》)

## 같이 보기
- 김정일
- 김정은
- 9호 농장